# Modena Football Club 1923-1924
Questa voce raccoglie le informazioni riguardanti il Modena Football Club nelle competizioni ufficiali della stagione 1923-1924.

## Stagione
Per la Prima Divisione 1923-1924 fu incluso nel girone A. Il club chiuse al 7º posto.

## Divise
| Prima divisa |

## Rosa
| N. |                   | Ruolo | Calciatore          |
| -- | ----------------- | ----- | ------------------- |
|    | Italia (bandiera) | P     | Fausto Brancolini   |
|    | Italia (bandiera) | D     | Fausto Boni         |
|    | Italia (bandiera) | D     | Ferdinando Contini  |
|    | Italia (bandiera) | D     | Vittorio Scacchetti |
|    | Italia (bandiera) | C     | Bruno Benassati     |
|    | Italia (bandiera) | C     | Bruno Dugoni        |
|    | Italia (bandiera) | C     | Giuseppe Mazzoli    |
|    | Italia (bandiera) | C     | Aldo Pedrazzi       |
|    | Italia (bandiera) | C     | Bonifacio Scaltriti |
|    | Italia (bandiera) | C     | Renato Re           |

| N. |                   | Ruolo | Calciatore           |
| -- | ----------------- | ----- | -------------------- |
|    | Italia (bandiera) | A     | Italo Breviglieri    |
|    | Italia (bandiera) | A     | Alberto Cuttin       |
|    | Italia (bandiera) | A     | Giuseppe Forlivesi   |
|    | Italia (bandiera) | A     | Attilio Guarinoni    |
|    | Italia (bandiera) | A     | Nino Lolli           |
|    | Italia (bandiera) | A     | Enzo Manfredini      |
|    | Italia (bandiera) | A     | Luciano Manzotti (I) |
|    | Italia (bandiera) | A     | Camillo Silingardi   |
|    | Italia (bandiera) | A     | Luciano Vezzani      |

## Risultati

### Prima Divisione

#### Girone A

##### Girone di andata
| Arbitro: | Venegoni (Legnano) |

|                                              |           |  |
| Scaltriti 7’ Forlivesi 60’ Breviglieri I 61’ | Marcatori |  |

| Arbitro: | Pinasco (Sestri Ponente) |

|           |           |              |
| Conti 80’ | Marcatori | 51’ Manzotti |

| Arbitro: | Bistoletti (Milano) |

|                                                       |           |                |
| Breviglieri I 31’, 51’ Vezzani 70’ Forlivesi 88’, 89’ | Marcatori | 75’ Baloncieri |

| Arbitro: | Majani (Torino) |

|                                   |           |                        |
| Locarni 32’ Meneghetti 83’ (rig.) | Marcatori | 11’ Vezzani 70’ Cuttin |

| Arbitro: | Bertolotti (Padova) |

|                              |           |  |
| Breviglieri I 44’ Cuttin 80’ | Marcatori |  |

| Arbitro: | Trezzi (Milano) |

|             |           |            |
| Ratti I 43’ | Marcatori | 4’ Vezzani |

| Arbitro: | Turriti (Firenze) |

|                               |           |            |
| Forlivesi 35’ Breviglieri 60’ | Marcatori | 20’ Roggia |

| Torino 25 novembre 1923 8ª giornata | Juventus      | 0 – 2 A tav. | Modena | \| Arbitro: \| Gera (Torino) \| |
| Arbitro:                            | Gera (Torino) |              |        |                                 |

| Arbitro: | Trezzi (Milano) |

|                                   |           |                   |
| Zanninovich 29’, 54’ Fagiuoli 38’ | Marcatori | 89’ Breviglieri I |

| Arbitro: | Guiot (Milano) |

|                            |           |             |
| Cuttin 30’ Breviglieri 34’ | Marcatori | 78’ Scevola |

| Modena 16 dicembre 1923 11ª giornata | Modena             | 0 – 0 | Genoa | \| Arbitro: \| Venegoni (Legnano) \| |
| Arbitro:                             | Venegoni (Legnano) |       |       |                                      |

##### Girone di ritorno
| Arbitro: | Zennaro (Genova) |

|                                    |           |              |
| Pitto 14’, 70’ Magnozzi 51’ (rig.) | Marcatori | 4’ Forlivesi |

| Arbitro: | A. Crivelli (Milano) |

|            |           |                      |
| Cuttin 80’ | Marcatori | 5’ Conti 68’ Bussich |

| Arbitro: | Panzeri (Milano) |

|                                                       |           |  |
| Costa 9’, 51’ Banchero 21’, 25’ Baloncieri 28’ (rig.) | Marcatori |  |

| Arbitro: | Vagge (Genova) |

|                                                                         |           |                            |
| Forlivesi 9’ Cuttin 25’, 30’, 35’ Breviglieri I 44’ Manzotti I 62’, 73’ | Marcatori | 70’ Marucco 89’ Meneghetti |

| Arbitro: | Zennaro (Genova) |

|             |           |  |
| Gallino 35’ | Marcatori |  |

| Arbitro: | Enrietti (Torino) |

|                                   |           |  |
| Scaltriti 50’ Pedrazzi 88’ (rig.) | Marcatori |  |

| Arbitro: | Bortoletti (Venezia) |

|                |           |            |
| Baccilieri 49’ | Marcatori | 22’ Cuttin |

| Arbitro: | Panzeri (Milano) |

|                |           |           |
| Manzotti I 14’ | Marcatori | 82’ Gallo |

| Modena 23 marzo 1924 20ª giornata | Modena          | 0 – 0 | Padova | \| Arbitro: \| Minoli (Torino) \| |
| Arbitro:                          | Minoli (Torino) |       |        |                                   |

| Arbitro: | Bistoletti (Milano) |

|              |           |  |
| Cambiaso 26’ | Marcatori |  |

| Arbitro: | Crivelli (Milano) |

|                                                    |           |           |
| Santamaria 16’ De Vecchi 18’, 89’ (rig.) Sardi 50’ | Marcatori | 75’ Lolli |

## Statistiche

### Statistiche di squadra
| Competizione               | Punti | In casa | In casa | In casa | In casa | In casa | In casa | In trasferta | In trasferta | In trasferta | In trasferta | In trasferta | In trasferta | Totale | Totale | Totale | Totale | Totale | Totale | DR |
| Competizione               | Punti | G       | V       | N       | P       | Gf      | Gs      | G            | V            | N            | P            | Gf           | Gs           | G      | V      | N      | P      | Gf     | Gs     | DR |
| -------------------------- | ----- | ------- | ------- | ------- | ------- | ------- | ------- | ------------ | ------------ | ------------ | ------------ | ------------ | ------------ | ------ | ------ | ------ | ------ | ------ | ------ | -- |
| Prima Divisione - Girone A | 23    | 11      | 7       | 3       | 1       | 25      | 8       | 11           | 1            | 4            | 6            | 10           | 22           | 22     | 8      | 7      | 7      | 35     | 30     | +5 |
| Totale                     | 23    | 11      | 7       | 3       | 1       | 25      | 8       | 11           | 1            | 4            | 6            | 10           | 22           | 22     | 8      | 7      | 7      | 35     | 30     | +5 |

### Statistiche dei giocatori
| Giocatore          | Prima Divisione | Prima Divisione |
| Giocatore          | Presenze        | Reti            |
| ------------------ | --------------- | --------------- |
| B. Benassati       | 9               | 0               |
| F. Boni            | 22              | 0               |
| F. Brancolini      | 22              | -30             |
| I. Breviglieri (I) | 20              | 8               |
| F. Contini         | 3               | 0               |
| A. Cuttin          | 21              | 8               |
| B. Dugoni          | 19              | 0               |
| G. Forlivesi       | 18              | 6               |
| A. Guarinoni       | 3               | 0               |
| N. Lolli           | 4               | 1               |
| E. Manfredini      | 3               | 0               |
| L. Manzotti (I)    | 12              | 4               |
| G. Mazzoli         | 10              | 0               |
| A. Pedrazzi        | 15              | 1               |
| R. Re              | 2               | 0               |
| V. Scacchetti      | 19              | 0               |
| B. Scaltriti       | 20              | 2               |
| C. Silingardi      | 3               | 0               |
| L. Vezzani         | 17              | 3               |